# Ассман, Алейда
Алейда Ассман (нем. Aleida Assmann; род. 22 марта 1947, Гаддербаум, ныне в черте Билефельда) — немецкий историк и культуролог, антрополог. Профессор Констанцского университета.

## Биография
Дочь евангелического священника и теолога Гюнтера Борнкамма. Изучала англистику и египтологию в университетах Гейдельберга и Тюбингена (1966—1972). В 1977 году защитила в Гейдельберге диссертацию по теории литературы. С 1993 года профессор Констанцского университета. Приглашённый профессор в университетах Принстона, Хьюстона, Чикаго, Вены.

## Научные интересы
Ранние работы посвящены английской литературе и теории литературной коммуникации. В 1990-х годах перешла к проблематике культурантропологии и прежде всего — к теме культурной памяти. Вместе с мужем, египтологом Яном Ассманом выступила редактором-составителем ряда сборников по истории культуры и культурной антропологии.

## Награды и признание
Член Берлинской академии наук (1998), член-корреспондент Академии наук в Гёттингене (1999), Австрийской академии наук (2001), член секции наук о культуре Леопольдины (2004). Почётный доктор университета Осло (2008).
Получила следующие награды:
- 1999 — Исследовательская премия Philip Morris[нем.]
- 2009 — Премия Макса Планка
- 2011 — Премия Эрнста Роберта Курциуса[нем.]
- 2014 — Премия Хейнекена
- 2016 — Theologischer Preis der Salzburger Hochschulwochen[нем.]
- 2017 — Премия Карла Ясперса[нем.]
- 2017 — Премия Бальцана
- 2019 — Erasmus Medal[нем.], Европейская академия

## Избранные труды
- Легитимность фикции: Введение в историю литературной коммуникации/ Die Legitimität der Fiktion: Ein Beitrag zur Geschichte der literarischen Kommunikation. (München: Fink, 1980).
- Труд ради национальной памяти: Краткая история немецкой идеи образования/ Arbeit am nationalen Gedächtnis: Eine kurze Geschichte der deutschen Bildungsidee. (Frankfurt a. M.: Campus, 1993).
- Время и традиция: Культурные стратегии длительности/ Zeit und Tradition. Kulturelle Strategien der Dauer. (Köln; Weimar; Wien: Böhlau, 1999)
- Geschichtsvergessenheit — Geschichtsversessenheit: Vom Umgang mit deutschen Vergangenheiten nach 1945. (Stuttgart: Deutsche Verlags-Anstalt, 1999; в соавторстве с Ute Frevert).
- Рамки памяти/ Erinnerungsräume: Formen und Wandlungen des kulturellen Gedächtnisses. (München: C.H. Beck, 1999).
- Das kulturelle Gedächtnis an der Millenniumsschwelle. Krise und Zukunft der Bildung, (Konstanz: UVK, 2004).
- Die Unverzichtbarkeit der Kulturwissenschaften mit einem nachfolgenden Briefwechsel. (Hildesheim: Universitätsverlag, 2004).
- Введение в науки о культуре/ Einführung in die Kulturwissenschaft. Grundbegriffe, Themen, Fragestellungen (Berlin: Erich Schmidt, 2006).
- Длинная тень прошлого: Мемориальная культура и историческая политика/ Der lange Schatten der Vergangenheit. Erinnerungskultur und Geschichtspolitik. (München: C.H. Beck, 2006)
- Geschichte im Gedächtnis: Von der individuellen Erfahrung zur öffentlichen Inszenierung. (München: C.H. Beck, 2007).
- Die Zukunft der Erinnerung und der Holocaust (with Geoffrey Hartman) (Konstanz: Konstanz UP, 2012, в соавторстве с Джеффри Хартманом).
- Auf dem Weg zu einer europäischen Gedächtniskultur? (Wien: Picus, 2012)
- Культурная память и западная цивилизация/ Cultural Memory and Western Civilization: Functions, Media, Archives (Cambridge: Cambridge UP, 2012).
- Ist die Zeit aus den Fugen? Aufstieg und Fall des Zeitregimes der Moderne (München: Hanser, 2013)
- Новое недовольство немецкой мемориальной культурой/ Das neue Unbehagen an der Erinnerungskultur. Eine Intervention (München: C. H. Beck, 2013)

## Публикации на русском языке
- Длинная тень прошлого: Мемориальная культура и историческая политика / пер. с нем. Бориса Хлебникова. — М.: Новое литературное обозрение, 2014. — 328 с. ISBN 978-5-4448-0146-8 () {}
- Ассман А. Трансформация нового режима времени : пер. с англ. / Алейда Ассман; пер. В. Кучерявкин // Август, XX век : Трансформация жизни частного человека в эпоху социальных катаклизмов : Коллективная монография : В 2 томах. Т. 1. — М.: Новое литературное обозрение, 2014. — С. 16-31. (копия)
- Новое недовольство мемориальной культурой / пер. с нем. Бориса Хлебникова. — М.: Новое литературное обозрение, 2016. - 232 с. ISBN 978-5-4448-0516-9
- Распалась связь времен? Взлет и падение темпорального режима Модерна. — М.: Новое литературное обозрение, 2017. — 272 с. ISBN  978-5-4448-0648-7 ( (недоступная ссылка))
- Забвение истории — одержимость историей / пер. с нем. Бориса Хлебникова. — М.: Новое литературное обозрение, 2019. — 552 с. ISBN 978-5-4448-1151-1 ()
- Европейская мечта. Переизобретение нации / пер. с нем. Бориса Хлебникова. — М.: Новое литературное обозрение, 2022. — 512 с. ISBN 978-5-4448-1831-2 ([4])